# Cambridge Journal of Economics
Das Cambridge Journal of Economics (CJE) ist eine wirtschaftswissenschaftliche Fachzeitschrift. Sie wird vom Verlag Oxford University Press in dessen Zeitschriftenreihe Oxford Journals mit einer Frequenz von sechs Ausgaben pro Jahr herausgegeben.

## Geschichte
Das Cambridge Journal of Economics wurde durch die Cambridge Political Economy Society gegründet und erstmals im März 1977 veröffentlicht, mit einer Frequenz von sechs Ausgaben pro Jahr erscheinend. Historisch ist das CJE eng mit der keynesianischen bzw. postkeynesianischen Cambridge-Schule verbunden.

## Inhalte
Das Cambridge Journal of Economics, gegründet in den Traditionen von Marx, Keynes, Kalecki, Joan Robinson und Kaldor, heißt Beiträge der heterodoxen Ökonomie sowie anderer gesellschaftswissenschaftlicher Disziplinen willkommen. Innerhalb dieser Ausrichtung bietet die Zeitschrift einen Fokus für theoretische, angewandte, interdisziplinäre, wissenschaftshistorische und methodologische Arbeiten, mit einem Schwerpunkt auf realistische Analyse, die Entwicklung kritischer Perspektiven, die Bereitstellung und Verwendung empirischer Beweise sowie dem Aufbau von Politik. Die Redakteure heißen in diesem Geiste Eingaben zu ökonomischen und gesellschaftlichen Themen willkommen, darunter Arbeitslosigkeit, Inflation, Produktionsorganisation, die Verteilung des Sozialprodukts, Klassenkonflikt, wirtschaftliche Unterentwicklung, Globalisierung und internationale wirtschaftliche Integration, sich verändernde Formen und Grenzen von Märkten und Planung sowie unebene Entwicklung und Instabilität in der Weltwirtschaft.

## Rezeption
In einer Studie von Kalaitzidakis et al. (2003) belegte das Cambridge Journal of Economics Platz 77 von 159 ausgewerteten Publikationen, sank jedoch in einer aktualisierten Studie von Kalaitzidakis et al. (2011) auf Platz 147 von 209 verglichenen Publikationen ab. Im wirtschaftswissenschaftlichen Publikationsranking des Tinbergen-Instituts an der Universität Amsterdam wird das Cambridge Journal of Economics in der Kategorie B („gute wissenschaftliche Fachzeitschriften für alle Forschungsfelder des Tinbergen-Instituts“) geführt.
Der Impact Factor des Cambridge Journal of Economics lag im Jahr 2022 bei 2,0. In der Statistik des Social Sciences Citation Index wurde die Zeitschrift mit diesem Impact Factor an 140. Stelle von 333 Journals in der Kategorie Wirtschaftswissenschaften geführt.